# Мааст-э-Вьолен
Мааст-э-Вьоле́н (фр. Maast-et-Violaine) — коммуна во Франции, находится в регионе Пикардия. Департамент коммуны — Эна. Входит в состав кантона Виллер-Котре. Округ коммуны — Суасон.
Код INSEE коммуны — 02447.

## Население
Население коммуны на 2010 год составляло 160 человек.
| 1962 | 1968 | 1975 | 1982 | 1990 | 1999 | 2010 |
| ---- | ---- | ---- | ---- | ---- | ---- | ---- |
| 213  | 194  | 143  | 159  | 157  | 155  | 160  |

## Экономика
В 2010 году среди 108 человек трудоспособного возраста (15—64 лет) 86 были экономически активными, 22 — неактивными (показатель активности — 79,6 %, в 1999 году было 70,8 %). Из 86 активных жителей работали 76 человек (45 мужчин и 31 женщина), безработных было 10 (2 мужчин и 8 женщин). Среди 22 неактивных 10 человек были учениками или студентами, 5 — пенсионерами, 7 были неактивными по другим причинам.